# Shake Shack
Shake Shack（：SHAK；昔客堡）是一家位於美國紐約市的連鎖快速慢食餐廳。

## 历史

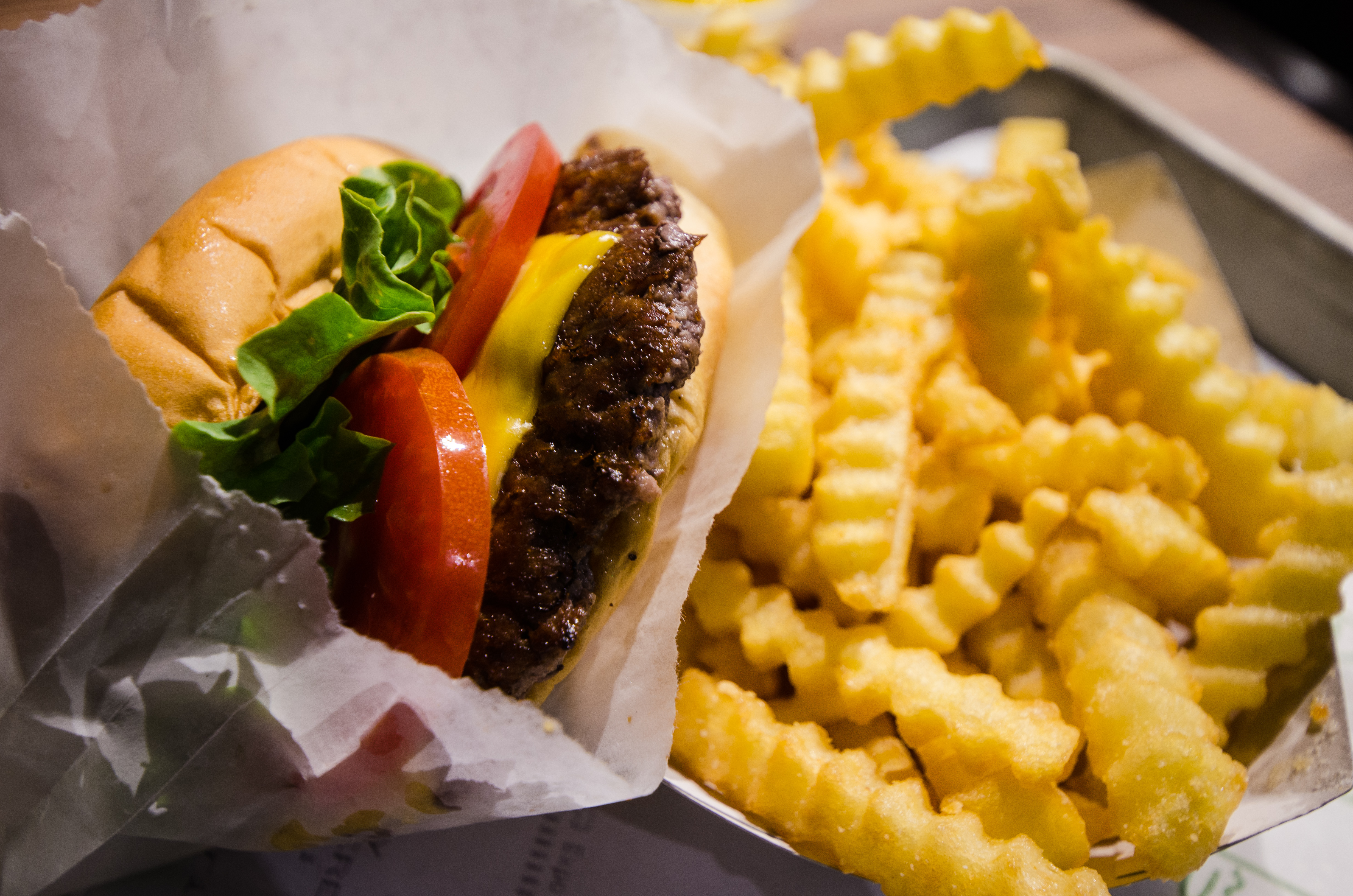
ShackBurger和標誌性的波浪形薯条

Shake Shack起初於2001年在麦迪逊广场販售熱狗，並於2004年開始成為食品車。其知名度隨之穩定提高，最後搬到了麥迪遜廣場公園的一個攤位，菜單也從最早紐約風格的熱狗擴展到了漢堡、薯條、奶昔、奶黃、啤酒、紅葡萄酒，2014年開始公開募股。
Shake Shack有33%的门店在纽约，而且有7个门店在最繁华的曼哈顿。Shake Shack雖然同為美式速食料理的餐廳，但並不是速食業形態，所有薯餐與麵包都是客人現點現做，以健康、蔬食與豪華的組合聞名，裝潢精緻有如街道邊的咖啡廳，鼓勵客人一早來悠閒地等待慢慢享用，但他们的定价與市場策略，迫使公司需要将门店建立在高收入的白領区域，因此儘管是美國風格的速食餐廳，但濃厚的美東紐約城市社群精神，使得他們很难在许多中西部非大城郊區的速食市場中扩张，展店速度亦較低。不過該公司則是積極進軍亞洲大城，並推出了許多在地化的餐點，至2024年，已在全球超過18個國家設點，年營收突破 12.5億美元。

## 店铺

### 中港澳（由美心食品運營）

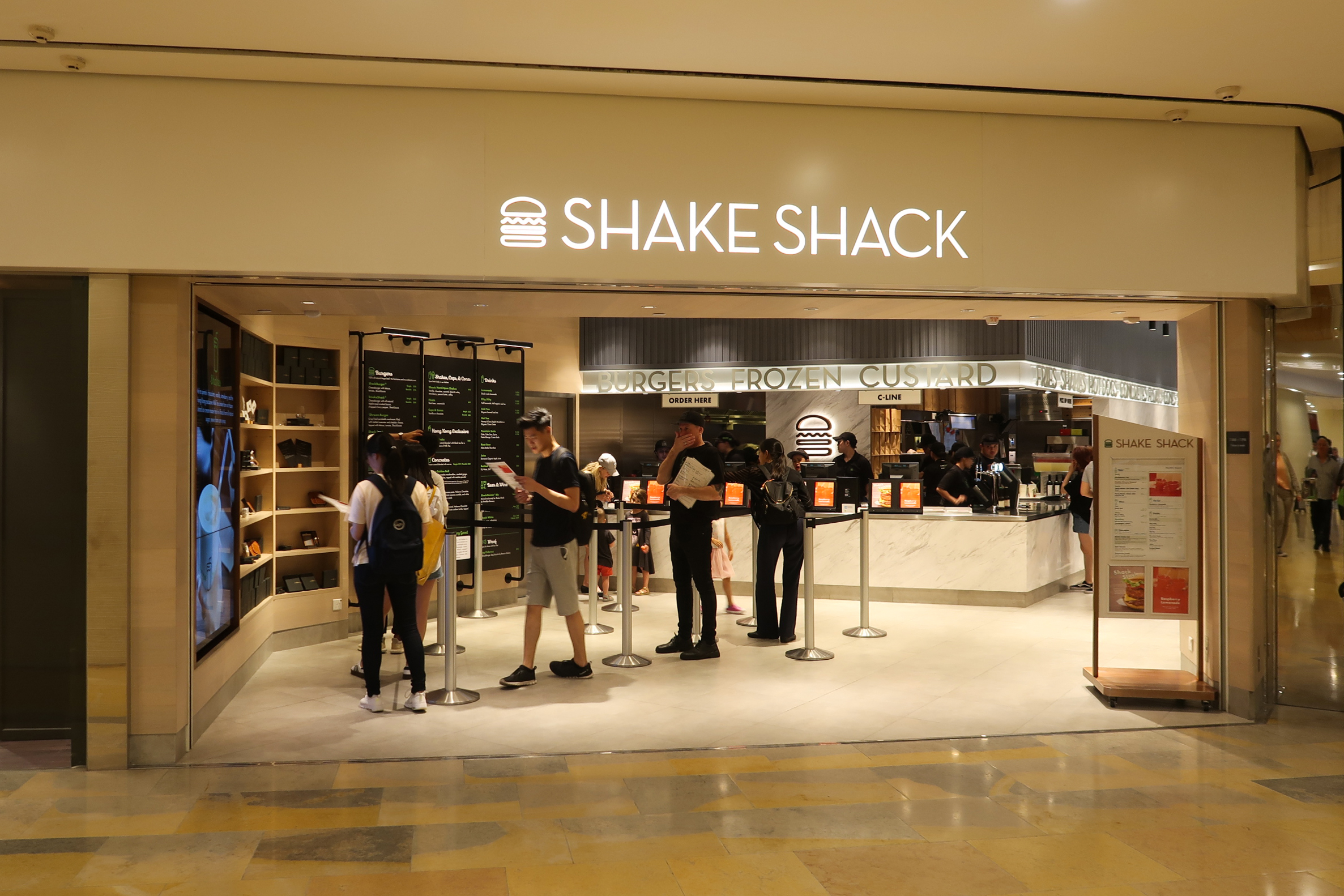
Shake Shack香港太古廣場店

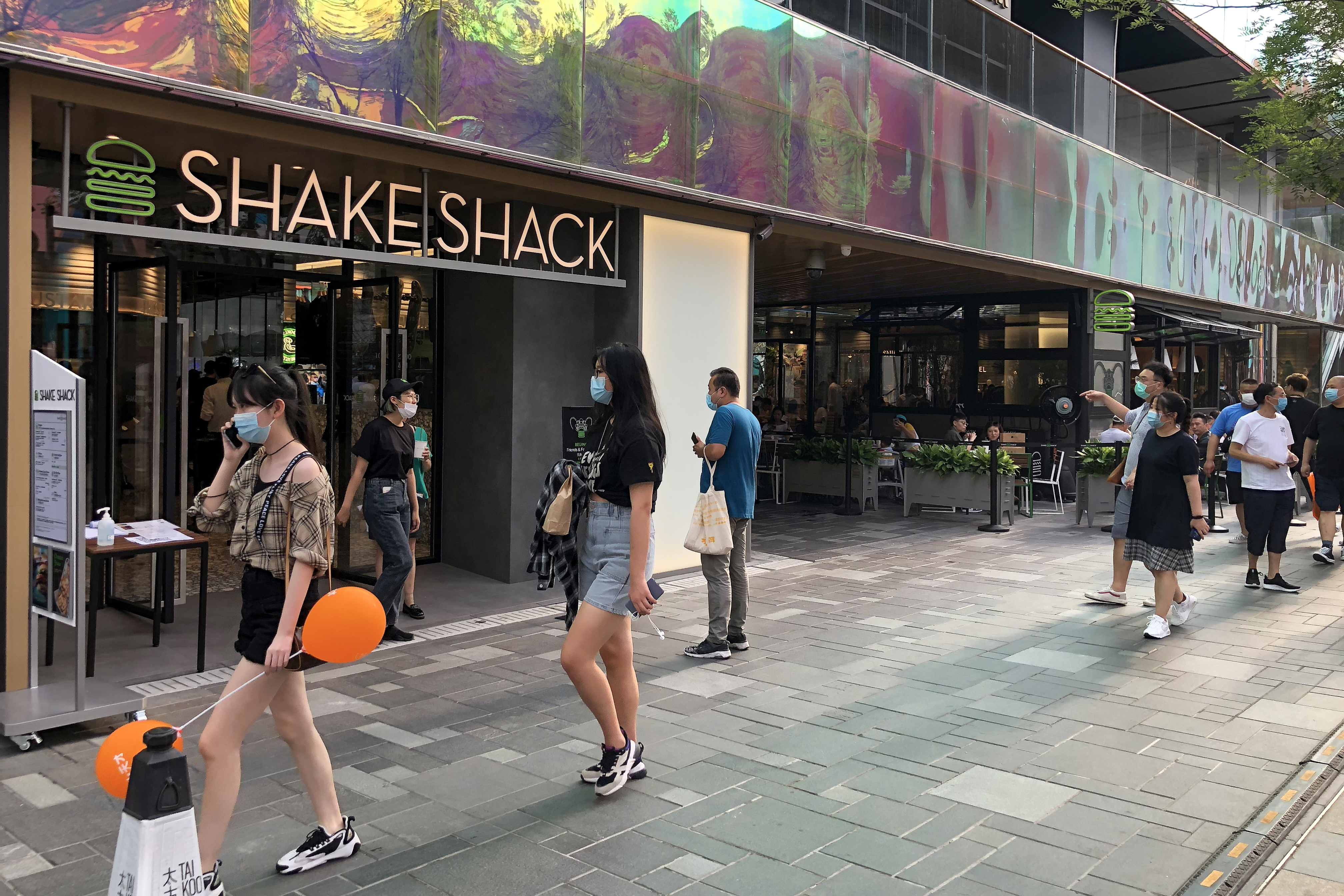
Shake Shack北京三里屯太古里南区店

- 2018年5月，Shake Shack进驻香港，首间门店位于國際金融中心商場4樓，目前在香港有7家分店。
- 2019年1月24日，Shake Shack在上海新天地开设其在中国内地第一家门店[15]。
- 2020年8月12日，Shake Shack在北京三里屯太古里开设首店[16]。
- 2021年4月17日，Shake Shack進駐澳門，於倫敦人開設首間門店。
- 2022年4月6日，Shake Shack广州首店在天河区天河南街道天河路218号天环广场开业[17][18]。
- 2023年7月15日，Shake Shack在广州太古汇开设当地的第二家门店[19]。

## 食品安全问题
- 2022年，广州一位消费者反映，其在Shake Shack广州天环店就餐时在汉堡中吃出虫子。在向店员反馈投诉后，店员称可以免单[20]。
- 2023年7月13日，Shake Shack湖北武汉建设大道分店被媒体曝光使用过期原料[21]，后该品牌对外发布了相关声明[22]。

## 外部連結
- 官方网站
- shake shack中国大陆官网 （页面存档备份，存于） （简体中文）
- shake shack港澳官网 （页面存档备份，存于）（繁體中文）
- shake shack日本官网 （页面存档备份，存于）（日語）
- shake shack新加坡官网 （页面存档备份，存于）（英文）